# Beleg van Oldenzaal (1626)
Het Beleg van Oldenzaal vond plaats in de stad Oldenzaal in Twente door Ernst Casimir van 25 juli tot en met 1 augustus 1626 tijdens de Tachtigjarige Oorlog. Na een achtdaags beleg onder leiding van Frederik Hendrik en Ernst Casimir gaf de stad zich over. Het Huis Lage in Lage werd daarbij verwoest.

## Aanloop
Ambrogio Spinola had Oldenzaal (1605) en Groenlo (1606) kunnen innemen, waarmee twee gebieden in het oosten van de Republiek onder Spaanse controle lagen te midden van Staats gebied. Dat was de Staatsen een doorn in het oog omdat er vanuit deze steden regelmatig stroop- en plundertochten werden ondernomen. In mei dat jaar besloot men daadkrachtiger te handelen tegen de Spanjaarden en bracht men twee legers op de been onder het opperbevel van Frederik Hendrik.

## Beleg
In Oldenzaal lagen tussen de 700-800 man gelegerd. Omdat Ernst Casimir een goed overzicht had op de omgeving vond hij het niet noodzakelijk om tegen een eventueel Spaans ontzet een circumvallatielinie aan te leggen. Ernst Casimir had beschikking over Oom Kees, een bekwaam ingenieur die loopgraven liet aanleggen en batterijen in stelling bracht. De grachten van Oldenzaal werden op peil gehouden door twee beren. Ernst Casimir liet zijn batterijen op deze beren vuren waardoor deze uiteindelijk bezweken en het water uit de grachten liep. Hierop staakten de bezetters hun verzet en ging Oldenzaal bij verdrag over aan de Staatsen. De Spanjaarden trokken met "vliegend vaandel" (eervolle overgave) uit de stad.

## Nasleep

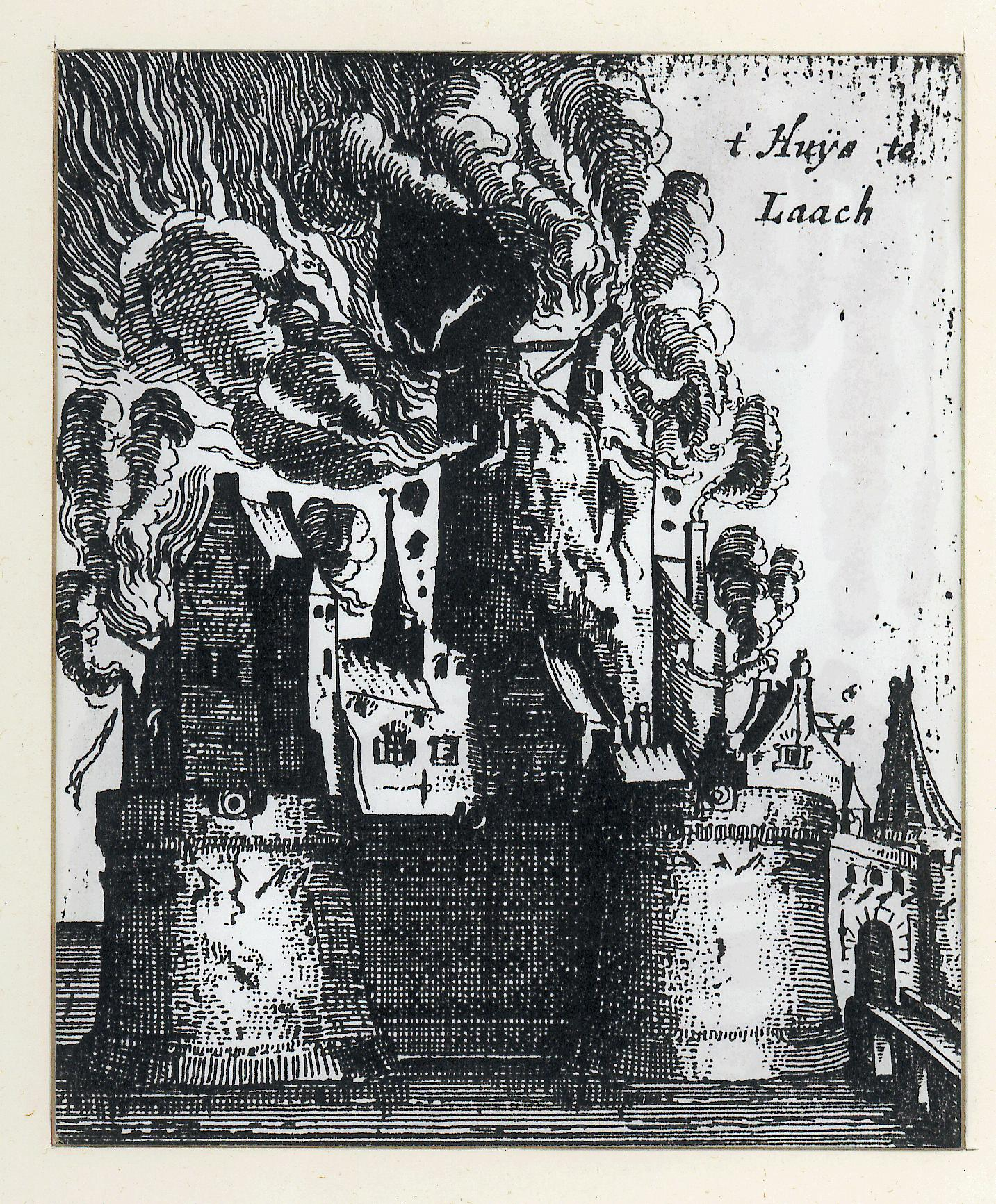
Huis Lage wordt opgeblazen

Gearresteerde overlopers naar Spaanse kant werden actief vervolgd. Door de inname werd Oldenzaal voorgoed bij de Republiek gebracht. De vesting werd daarna, zeer tegen de zin van de burgerij, ontmanteld. Wel bleven delen van de oude middeleeuwse stadsmuur en delen van de grachten in stand gehouden om de stad te kunnen verdedigen tegen muitende troepen en roversbenden. In 1924 werd de laatste gracht uit gezondheidsoverwegingen gedempt. Door de ontmanteling konden de Münstersen zonder tegenstand in 1672 de stad bezetten en hielden haar tot 1674.

Ernst Casimir liet ook het Huis Lage innemen dat opgeblazen werd en in brand gestoken. Het huis diende als Spaans roversnest vanwaar men zelfs tot in Friesland toesloeg.